# 呉起
呉 起（ご き、紀元前440年頃 - 紀元前381年）は、中国戦国時代の軍人、政治家、軍事思想家。孫武、孫臏と並んで兵家の代表的人物とされ、兵法の事を別名「孫呉の術」とも呼ぶ。死後兵法書『呉子』の作者に擬せられた。子は呉期。

## 生涯

### 初期
衛の左氏（現在の山東省菏沢市定陶区）の人。立身出世を志して、曾子（曾参）に学んだが、母の葬儀に帰らなかったため不孝として破門される。母の葬儀に帰らなかったのは、かつて仕官のため各地を転々としたものの、仕官先が見つからないまま家の財産を使い果たし、そのことを馬鹿にした人を故郷で殺害した後ろめたさのためであり、呉起は素直に曾子のもとを去った。

### 魯
紀元前412年に斉が魯を攻撃した。魯の穆公は呉起を将軍として招聘し、呉起率いる魯軍は斉軍を撃破した。なお、斉の人を妻にしていたために将軍に任用する事を危ぶまれたが、先んじて妻を殺すことでそれを晴らした。しかし、それが結局人格に対する不信感を産み、魯の大夫たちにより「呉起は自分の妻を殺害したばかりでなく、魯と兄弟国である衛を独断で侵略した怪しからん人物である」という讒言にあい、罷免されていた。紀元前411年、身の危険を感じた呉起は魏に亡命した。

### 魏での活動
文侯は魏の歴代の君主の中でも一二を争うほどの名君で、積極的に人材を集め、魏の国力を上昇させていた。文侯が呉起を任用するかどうかを家臣の李克に下問したところ、李克は「呉起は貪欲で好色ですが、軍事にかけては名将司馬穰苴も敵いません」と答え、文侯は呉起を任用する事に決めた。
呉起は軍中にある時は兵士と同じ物を食べ、同じ所に寝て、兵士の中に傷が膿んだ者があると膿を自分の口で吸い出してやった。ある時に呉起が兵士の膿を吸い出してやると、その母が嘆き悲しんだ。将軍がじきじきにあんな事をやってくだされているのに、何故泣くのだと聞かれると「あの子の父親は将軍に膿を吸っていただいて、感激して命もいらずと敵に突撃し戦死しました。あの子もきっとそうなるだろうと嘆いていたのです」と答えたと言う。この逸話（「吮疽の仁」と呼ばれている）の示すように兵士たちは呉起の行動に感激し、呉起に信服して命も惜しまなかったため、この軍は圧倒的な強さを見せた。
紀元前409年に呉起は軍の指揮を執り秦を討ち、5つの城を奪った。この功績により西河郡の郡守に任じられ、秦・韓を牽制した。
紀元前396年に文侯が死に、子の武侯が即位すると田文と宰相の座を争うが、これに敗れる。これを不服として、本人に抗議し、軍略・政治力・諸侯への威信、それぞれどちらが優れているかを問い質した。すると、田文は三つとも呉起の方が優れていると述べた上で、「だが、今の主君は年若くして民からの信望も薄い。このような状況においては、私と貴殿とどちらが大役を任されるだろうか?」と尋ね返した。ここにおいて呉起は己が田文に及ばないことを認めた。
紀元前389年に恵公率いる50万もの秦軍が侵攻したが、呉起はこれを撃破した（陰晉の戦い）。紀元前387年に斉を破った。
その後田文が亡くなり、文侯の女婿でもある韓の公族の公叔痤が後任の宰相となった。しかし公叔痤は呉起を嫌ったために、妻の弟である武侯に呉起のことを讒言した。そのために武侯は呉起を疎み始め、両者の間は上手くいかなくなった。さらに公叔痤は呉起を陥れる策略を画策した。武侯へ「呉起を他国に移さない方法がございます。公女を娶らせるのです」といい、その一方で呉起を公叔痤の家に誘った。呉起がそこで見たのは、公女である公叔痤の妻が夫を罵倒する姿だった。呉起が殊更名誉を重んじるので、公女を貰うとこうなると思えば話を受けないだろうと見てのことである。呉起はその見込み通りに断り、武侯の懸念は増大。そこへすかさず讒言されたので、察した呉起は楚に逃亡した。その際に「武侯様は奸臣の讒言を聞き、私を理解しない。西河は秦に取られるだろう」と言った。後にその通り、魏は秦に侵略され西河を奪われることになる。

### 楚の令尹

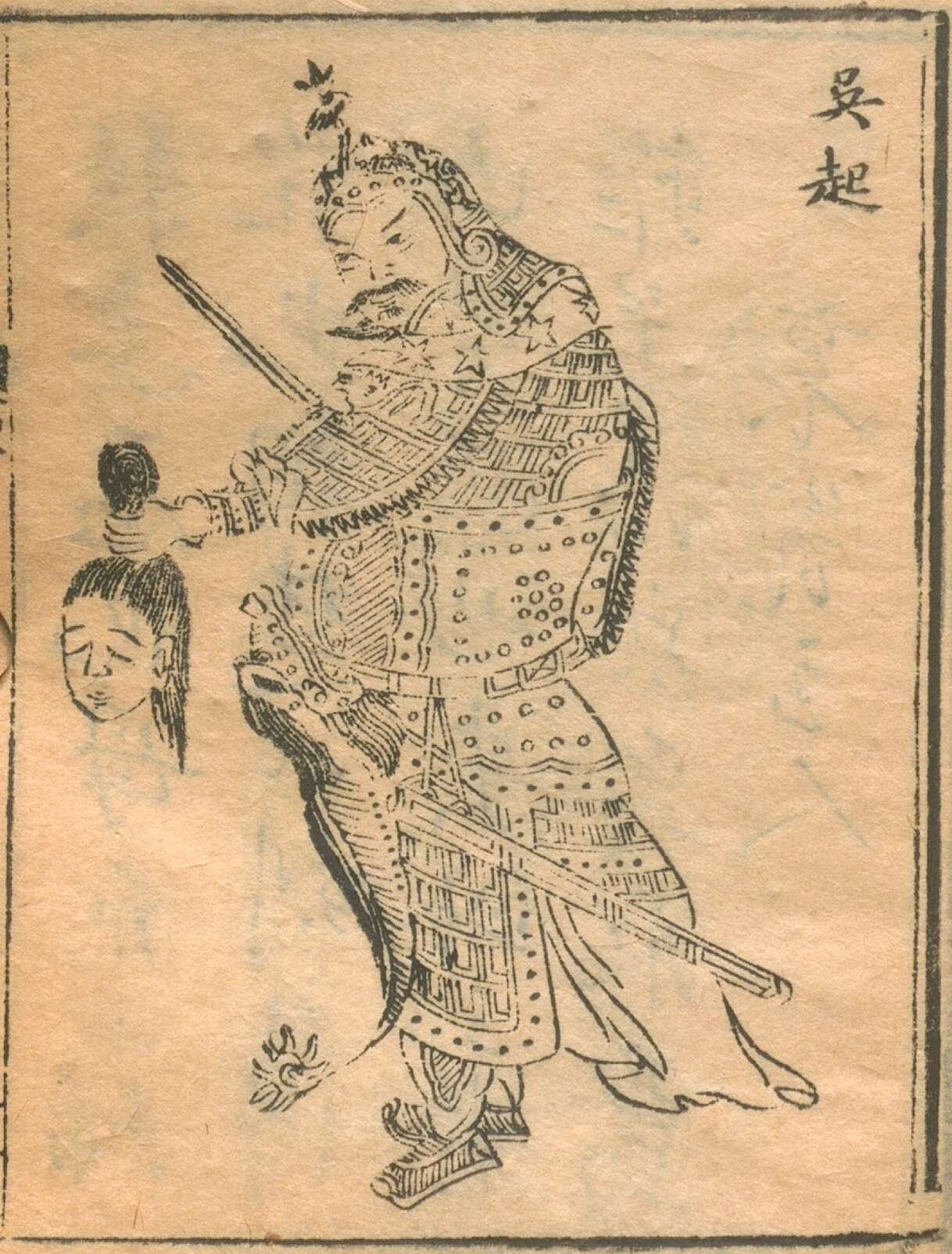
呉起

楚では時の君主悼王により令尹（宰相）に抜擢され法家的な思想を元とした国政改革に乗り出す。元々楚は宗族の数が他の国と比べてもかなり多かったため、王権はあまり強くなかった。また、国土は広かったが人の居ない地が多く、仕事の割に官職の数が多かった。これに呉起は、法遵守の徹底・不要な官職の廃止などを行い、これにより浮いた国費で兵を養った。さらに、領主の権利を三代で王に返上する法を定め、民衆、特に農民層を重視した政策を取った。これらにより富国強兵・王権強化を成し遂げ、楚を南は百越を平らげ、北は陳・蔡の二国を併合して三晋を撃破、西は秦を攻めるほどの強盛国家にした。この事から呉起は法家の元祖と見なされる事もある（ただし管仲や伝説の太公望も、その政治手法は法家的とされ、時代的には古い）。しかしその裏では権限を削られた貴族たちの強い恨みが呉起に向けられ、呉起もそれを察知していた。呉起が無事なのは悼王の寵愛があればこそだが、悼王は既に高齢であった。

### 最期
悼王21年（紀元前381年）、悼王が老齢で薨去すると、反呉起派は呉起を殺害するために宮中に踏み込んだ。逃れられない事を悟ると呉起は悼王の死体に覆いかぶさり、遺体もろとも射抜かれて絶命した。政権空白期の事故である。父の後を継いだ粛王は、反呉起派の放った矢が亡父の悼王にも刺さった事を見逃さず、巧みに「王の遺体に触れた者は死罪」という楚の法律（かつて伍子胥が平王の死体に鞭打ったために、このような法律があった）を持ち出し、悼王の遺体を射抜いた改革反対派である者たちを大逆の罪で一族に至るまで全て処刑した。死の間際において呉起は、自分を殺す者たちへの復讐を目論み、かつ改革反対派の粛清を企てたのである。
しかしこの機転にもかかわらず、呉起の死により改革は不徹底に終わり、楚は元の門閥政治へと戻ってしまった。この半世紀後、呉起と並び称される法家商鞅が秦にて法治主義を確立。結局、商鞅も恨みを持つ者たちにより処刑されたが、秦はその後も法は残した。そして王と法の元に一体となった秦は着実に覇業を成し遂げていき、楚も滅ぼしたのとは対照的な結果となっている。

## 呉起が登場する作品
- 伴野朗『呉子起つ 流転の天才将軍』祥伝社 1999